# Reichsbahndirektionsgebäude (Königsberg)

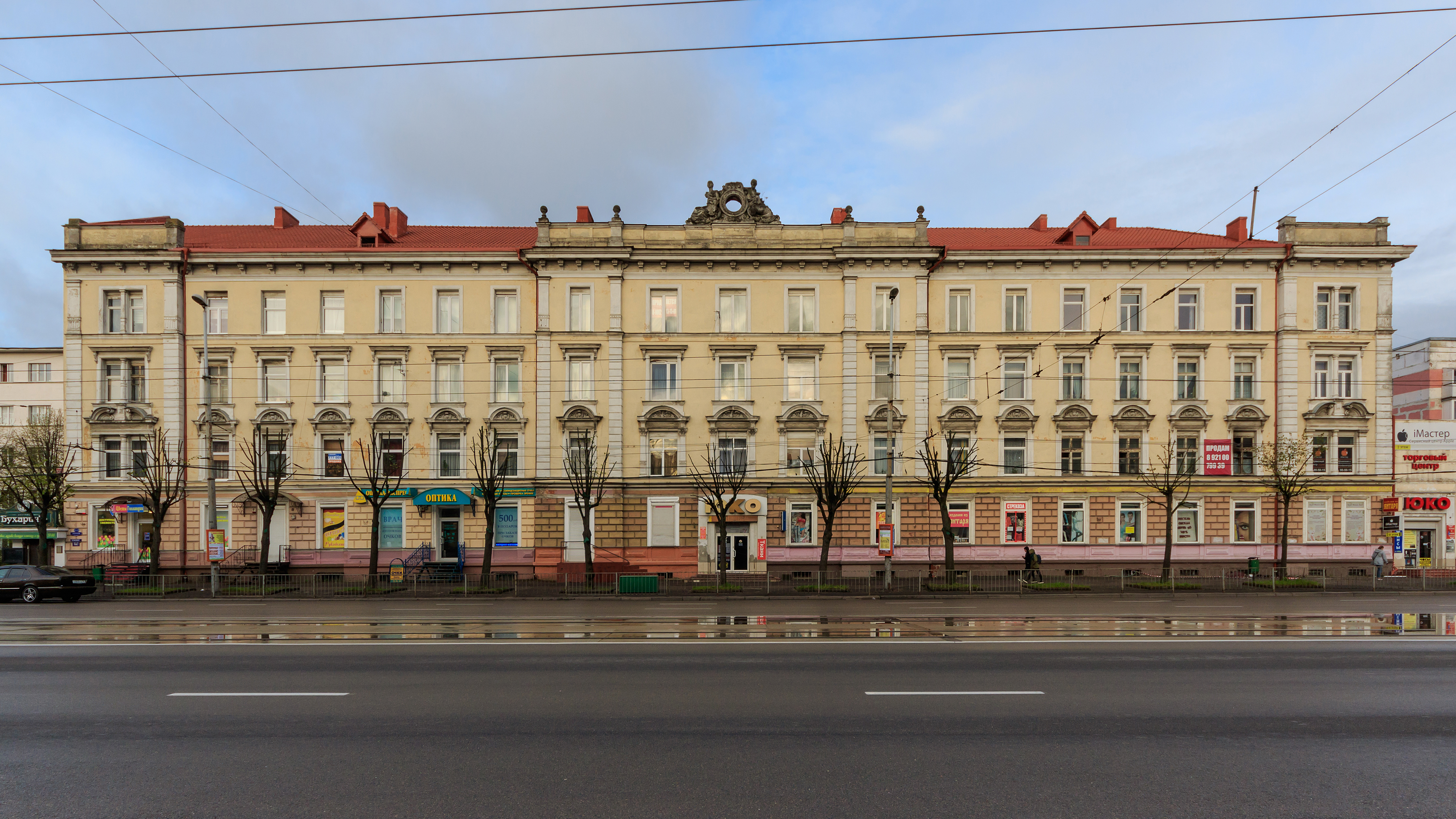
Ehemalige Reichsbahndirektion Königsberg (2017)

Das ehemalige Reichsbahndirektionsgebäude am Lenin-Prospekt 111–117 (früher Vorstädtische Langgasse 117/121) in Kaliningrad wird heute als Wohnhaus genutzt.

## Lage und Umgebung
Das Gebäude ist ein „beherrschender Teil“ auf der Ostseite des Lenin-Prospekts.

## Geschichte
Das Gebäude wurde als Wohnhaus errichtet. Erst 1895 erwarben die Preußischen Staatseisenbahnen den Bau und stellten ihn als Bürogebäude fertig. Die Königliche Eisenbahndirection Königsberg (Ostpr) war ein Verwaltungsbezirk der Preußischen Staatseisenbahnen, der für die Bahnstrecken Ostpreußens zuständig war. Mit der Gründung der Deutschen Reichsbahn im Jahr 1920 wurde der dann in Reichsbahndirektion umbenannten Verwaltungsstelle auch das westpreußische Gebiet um Elbing zugeordnet.
1945 wurde das Haus beschädigt. Es wurde von den Hafenarbeitern des Handelshafens ab 1950 für Wohnzwecke originalgetreu wiederhergestellt. In den Jahren 1949 bis 1960 standen im Bereich der früheren Vorstädtischen Langgasse nur die Ruinen der früheren Reichsbahndirektion und des St.-Georgen-Hospitals.

## Beschreibung
Das Gebäude mit seiner Dekoration der 21-achsigen Stuckfassade ist im Stil der Neurenaissance gehalten. Die Stuckarbeiten im Erdgeschoss und an den Ecken zeigen große Quader. Der fünf Fensterachsen breite Mittelrisalit ist schwach vorgezogen. Auf dem aufgesetzten Gesims des Risalits befinden sich zwei sitzende Steinfiguren als Allegorie für den Verkehr. Sie halten in ihrer Mitte ein Rad. Die linke Figur hielt früher eine Telegraphenstange mit Drähten in der Hand.